# John Anderson (Politiker, 1792)
John Anderson (* 30. Juli 1792 in Windham, Massachusetts; † 21. August 1853 in Portland, Maine) war ein US-amerikanischer Jurist und Politiker. Zwischen 1825 und 1833 vertrat er den Bundesstaat Maine im US-Repräsentantenhaus.

## Werdegang
Der im heutigen Maine geborene John Anderson besuchte die öffentlichen Schulen seiner Heimat und danach bis 1813 das Bowdoin College in Brunswick. Nach einem anschließenden Jurastudium und seiner im Jahr 1816 erfolgten Zulassung als Rechtsanwalt begann er in Portland in seinem neuen Beruf zu arbeiten. Im Jahr 1823 wurde er in den Senat von Maine gewählt. Politisch schloss er sich dem späteren US-Präsidenten Andrew Jackson an, dessen Demokratischer Partei er nach deren Gründung im Jahr 1828 beitrat.
1824 wurde Anderson im zweiten Wahlbezirk von Maine in das US-Repräsentantenhaus in Washington, D.C. gewählt, wo er am 4. März 1825 die Nachfolge von Stephen Longfellow antrat. Nach drei Wiederwahlen konnte er bis zum 3. März 1833 vier Legislaturperioden im Kongress absolvieren. In dieser Zeit war er zeitweise Vorsitzender des Wahlausschusses sowie Mitglied des Marineausschusses. Seine gesamte Zeit im Kongress war von heftigen Diskussionen zwischen den Anhängern und Gegnern von Andrew Jackson geprägt. Nachdem dieser im Jahr 1828 zum Präsidenten gewählt worden war, stand seine Politik im Mittelpunkt der Diskussionen. Dabei ging es um den Indian Removal Act, die Nullifikationskrise mit dem Staat South Carolina und die Bankenpolitik des Präsidenten.
Im Jahr 1832 verzichtete Anderson auf eine weitere Kandidatur. Von 1833 bis 1836 sowie nochmals im Jahr 1842 war Anderson Bürgermeister von Portland. Bis 1836 fungierte er in der Nachfolge von Ether Shepley gleichzeitig als Bundesstaatsanwalt für Maine. In den Jahren 1837 bis 1841 und nochmals von 1843 bis 1848 leitete er die Zollbehörde im Hafen von Portland. Danach war er wieder als Rechtsanwalt tätig. John Anderson starb im August 1853 in Portland.